# Leptogorgia contorta
Leptogorgia contorta is een zachte koraalsoort uit de familie Gorgoniidae. De koraalsoort komt uit het geslacht Leptogorgia. Leptogorgia contorta werd in 1919 voor het eerst wetenschappelijk beschreven door Kükenthal. 